# Karabin FN FAL

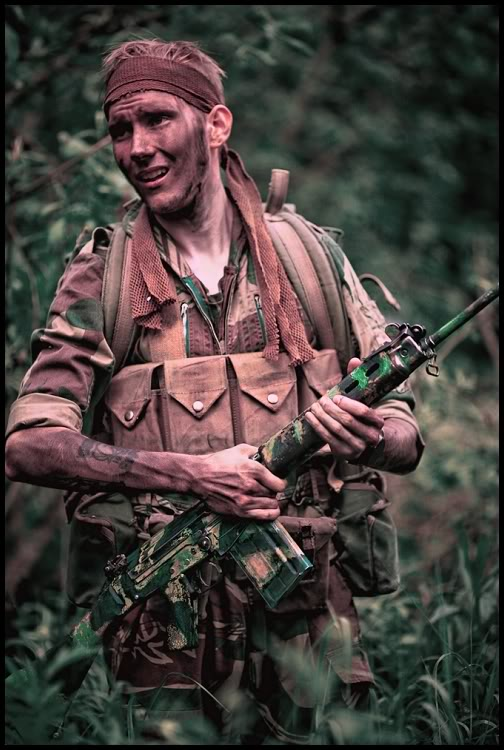
Współczesny rekonstruktor wcielający się w żołnierza rodezyjskiego wyposażonego w karabin FN FAL

FN FAL (skrót od fr. Fabrique Nationale fusil automatique léger) – belgijski karabin automatyczny (samoczynno-samopowtarzalny) zaprojektowany i produkowany w belgijskiej firmie Fabrique Nationale d'Armes de Guerre w Herstal.

## Historia
W lutym 1948 roku w belgijskiej firmie uzbrojeniowej Fabrique Nationale d'Armes de Guerre rozpoczęto prace nad karabinem samoczynno-samopowtarzalnym zasilanym amunicją pośrednią (początkowo niemiecką 7,92 × 33 mm Kurz, a następnie brytyjską .280 British). Równocześnie opracowywano dwie wersje tego karabinu: ze stałą kolbą drewnianą i metalową kolbą składaną.
Gdy na początku lat 50 wprowadzono w armiach państw należących do NATO standaryzowany nabój karabinowy 7,62 × 51 mm, konstruktorzy zmodyfikowali tę konstrukcję, nadając jej nazwę FAL (fr. fusil automatique léger – lekki karabin samoczynny). 
Karabin FN FAL użytkowany jest w armiach Belgii, Wielkiej Brytanii (jako L1A1), Republice Południowej Afryki (R1), Brazylii, Australii (L1A1), Kanady (C1A1), Izraela, Austrii (StG 58), Zimbabwe, a także w Argentynie i Indiach (1A SLR), gdzie karabin produkowany jest na licencji. W ograniczonej liczbie trafiły także do Sił Zbrojnych Ukrainy podczas odpierania rosyjskiej inwazji w 2022 roku.

## Wersje
- 50-00 – karabin z lufą normalną i kolbą stałą
- 50-64 – karabin z lufą normalną i składaną kolbą metalową
- 50-63 – karabin z lufą skróconą i składaną kolbą metalową
- 50-41 (FN FALO) – rkm z kolbą stałą, dwójnogiem i ciężką lufą
- L1A1 – karabin samopowtarzalny, wersja FN FAL 50-00

## Dane taktyczno- techniczne
| Wzór                                       | 50-00 | 50-64 | 50-63 | 50-41 |
| Długość (mm)                               | 1090  | 1095  | 1020  | 1150  |
| Długość lufy (mm)                          | 533   | 533   | 463   | 533   |
| Masa bez magazynka (kg)                    | 4,25  | 3,09  | 3,75  | 6,00  |
| Masa z magazynkiem pełnym (kg)             | 5,06  | 3,80  | 4,46  | 6,71  |
| Prędkość początkowa pocisku (m/s)          | 850   | 850   | 810   | 850   |
| Szybkostrzelność teoretyczna (strzały/min) | 650   | 650   | 650   | 650   |
| Szybkostrzelność praktyczna (strzały/min)  | 120   | 120   | 120   | 120   |
| Nastaw celownika (m)                       | 600   | 250   | 300   | 600   |
| Zasięg skuteczny (m)                       | 650   | ??    | ??    | 650   |